# Тринадцать атрибутов милости
Трина́дцать атрибу́тов ми́лости (13 мидот; 13 атрибутов (качеств) милосердия; 13 путей проявления милосердия Всевышнего, ивр. שלש עשרה מדות‎, шелош эсре мидот) в талмудическом иудаизме — молитва, представление о 13 различных формах милости, посредством которых Бог управляет миром и которые перечислены в ветхозаветном тексте (Исх. 34:6—7).
По объяснению Маймонида, находящему своё подтверждение в Сифре (Сифре Втор. 11:22), эти 13 атрибутов не следует рассматривать как существенные свойства Божества, а только как атрибуты Его деятельности, благодаря которым Его действия становятся доступными пониманию человека. В Сифре эти атрибуты названы не мидот (слово, имеющее также значение «качество; правило; мера»), а драхим («пути»), то есть те пути Господа, с которыми Моисей знакомил народ (Исх. 33:13). Согласно традиционному толкованию строк Исх. 34:6—7, сам Господь объявил их пророку Моисею.

## Перечень атрибутов
Число 13 принято только талмудистами; караимами признаются лишь 9, порой 10 или даже 11. Но остановившись на числе 13 и на том, что они заключены в стихах Исх. 34:6—7, раввины расходятся в своих взглядах относительно того, с какого слова начинается их перечисление. По мнению Тобии бен-Элиезера, Якова Тама и Авраама ибн-Эзры считают их со слова «Господь» (Адонай), упомянутого в первый раз в стихе Исх. 34:6, и заканчивая словом «и Прощающий» (ве-Наке) в стихе Исх. 34:7. Того же мнения и Ашер бен-Иехиель и Калонимос.
Отдельные атрибуты даны в следующих библейских стихах: (синодальный перевод) «И прошел Господь пред лицем его и возгласил: Господь, Господь, Бог человеколюбивый и милосердый, долготерпеливый и многомилостивый и истинный, сохраняющий [правду и являющий] милость в тысячи родов, прощающий вину и преступление и грех, но не оставляющий без наказания, наказывающий вину отцов в детях и в детях детей до третьего и четвертого рода.» (Исх. 34:6—7)
1. «Господь» (евр. Адонай) — в значении снисхождения к человеческим грехам[1].
2. «Господь» (Адонай) — снисхождение к человеческим грехам post factum.
3. «Бог» (Эль) — всемогущий в своём сострадании ко всему живущему, доставляющий ему необходимое.
4. «Человеколюбивый» (Рахум) — милостивый, чтобы человечество не страдало.
5. «Милосердый» (Ханун) — милосердный, когда человечество уже страдает.
6. «Долготерпеливый» (Эрех апаим) — долготерпеливый.
7. «Многомилостивый» (Рав хесед) — полон милости.
8. «Истинный» (Эмет) — истина.
9. «Сохраняющий милость в тысячи» (Ноцер хесед ла-алафим) — милостивый по отношению к тысячам.
10. «Прощающий вину» (Носе авон) — прощающий беззакония.
11. «Прощающий преступление» (Носе пеша) — прощающий вольные прегрешения.
12. «Прощающий грех» (Хатаа) — прощающий невольные прегрешения.
13. «Не Оставляющий без наказания» (Наке ло йенаке) — очищающий кающихся[1].

Рабби Ниссим, Исаак Альфаси и другие ведут счёт со второго «Господь» (Адонай), так как это слово, упоминаемое в первый раз, относится к «возгласил» (вайикра). Но чтобы сохранить число 13, они разбивают выражение «Сохраняющий милость в тысячи» на две части; другие поступают так с выражением «Долготерпеливый», так как это снисхождение одинаково по отношению к добрым и злым. Но некоторые заканчивают весь список словами «но не Оставляющий без наказания», принимая последнее качество как доброе, ввиду того что благодаря ему человек побуждается к раскаянию и получает затем прощение. Но тем, которые читают «но не Оставляющий без наказания» как одну фразу, приходится заканчивать перечисление словами «Наказывающий вину отцов в детях»; ввиду того что сам грешник не несёт при этом тотчас же наказания за содеянное, и это свойство рассматривается как милость.

## Литургическое использование
Является новым обычаем включать библейскую цитату Исх. 34:6—7 в синагогальную службу, которая, по словам Баера, была взята из книги Шааре Цийон (глава 3). Цитата внезапно пресекается на словах «прощающий вину и преступление и грех». Это сделано намеренно, чтобы подчеркнуть лишь милосердие Божие, надеясь избегнуть воздаяния Божия.
Тринадцать атрибутов милости (13 мидот) вошли во всеобщее употребление в качестве молитвы. Читаются они только при молитве целой общиной, при наличии миньяна — не менее десяти правоспособных в религиозном отношении лиц. Они читаются по праздничным дням, не включая сюда субботы, вслед за тем, когда свиток Торы вынимают из ковчега. Обыкновенно в пост, когда читаются Исх. 32:11—14 и 34:1—10, хаззан останавливается на слове «возгласил» (вайикра), а молящиеся произносят в это время 13 мидот, после чего хаззан продолжает молитву.
Тринадцать атрибутов милости очень часто вносятся в покаянные молитвы, где они порой даже олицетворены, и к ним взывают как к небесным посредникам для передачи молитвы Господу. Это особенно ярко выразилось в слихе «Адонай, Адонай» (пизмон, то есть гимн, о 13 атрибутах Бога), которую читают накануне Рош ха-Шана и в утреннюю службу Йом-кипура.
Перед утренней молитвой на Хошана раба сефарды читают особые слихот, в которых многократно повторяется молитва «Тринадцать атрибутов милости».